# 中国宜兴陶瓷博物馆
中国宜兴陶瓷博物馆，又称中国紫砂博物馆，是位于江苏省宜兴市丁蜀镇仙鹤山麓的陶瓷专业博物馆。馆区依山而筑，气势宏伟。博物馆建筑面积20000多平方米，展馆3000多平方米。

## 历史
宜兴陶瓷博物馆的前身为宜兴陶瓷公司陶瓷产品陈列室，始建于1956年。1978年在现址新建了宜兴陶瓷陈列馆，于1983年正式对外开放。1991年扩建并更名为“中国宜兴陶瓷博物馆”，是宜兴历史上的首个博物馆。馆名由原全国人大副委员长彭冲题写。2013年，正式获批为“中国紫砂博物馆”。2014年，经中共中央台办批准成立海峡两岸交流基地，是继南京中山陵之后江苏省第二家海峡两岸交流基地。同年，成为国家4A级旅游景区。2020年，入选第四批国家二级博物馆。

## 展厅
宜兴陶瓷博物馆收藏有自新石器时代至当代的万余件藏品。其中常年展出近2000件藏品，设有古代陶瓷馆、紫砂历史馆、名人名作馆、顾景舟艺术馆等展区，以及48间陶艺体验工作室与陶瓷（紫砂）文化研究院。

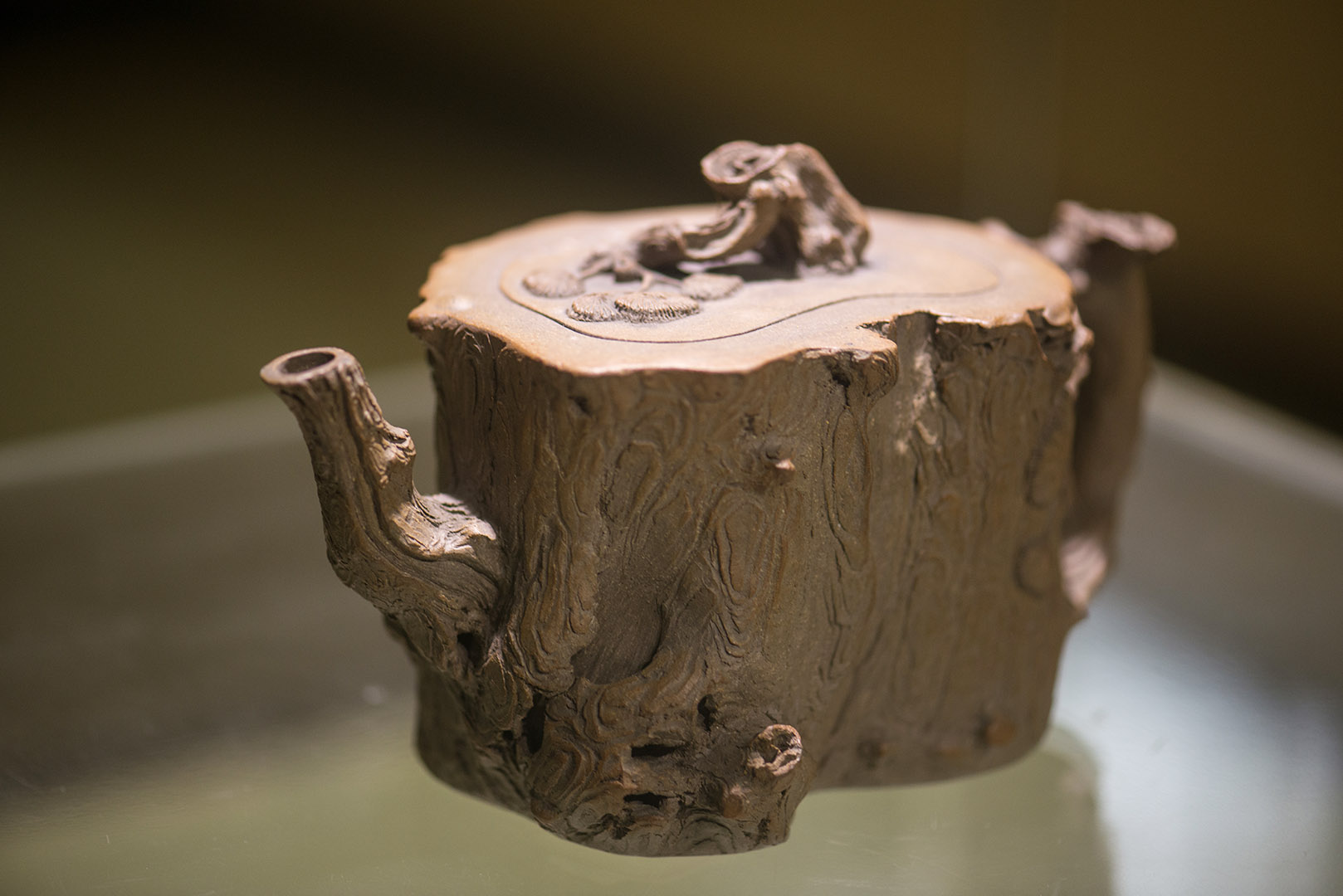
清代陈鸣远松段壶
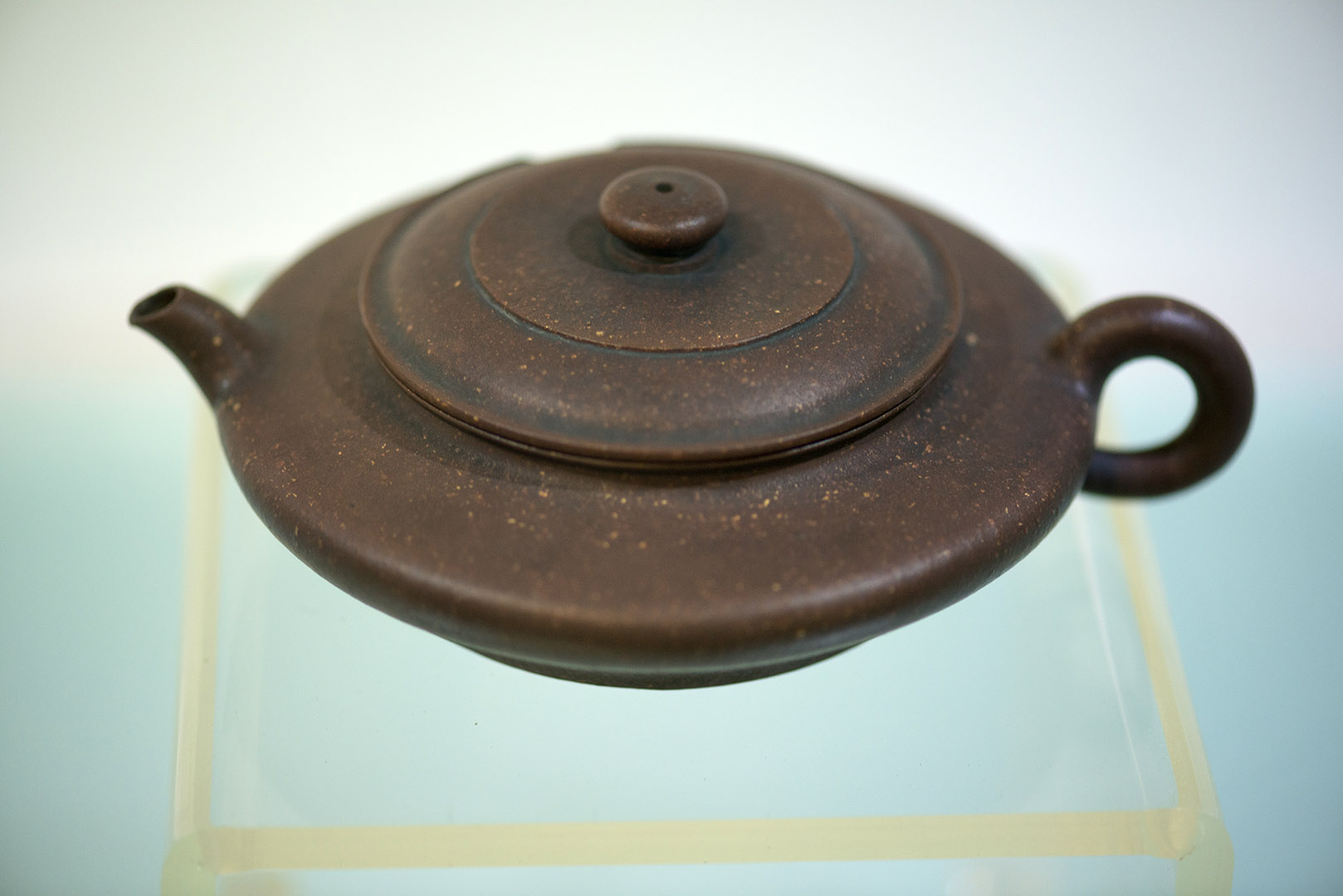
清代陈鸣远虚扁壶
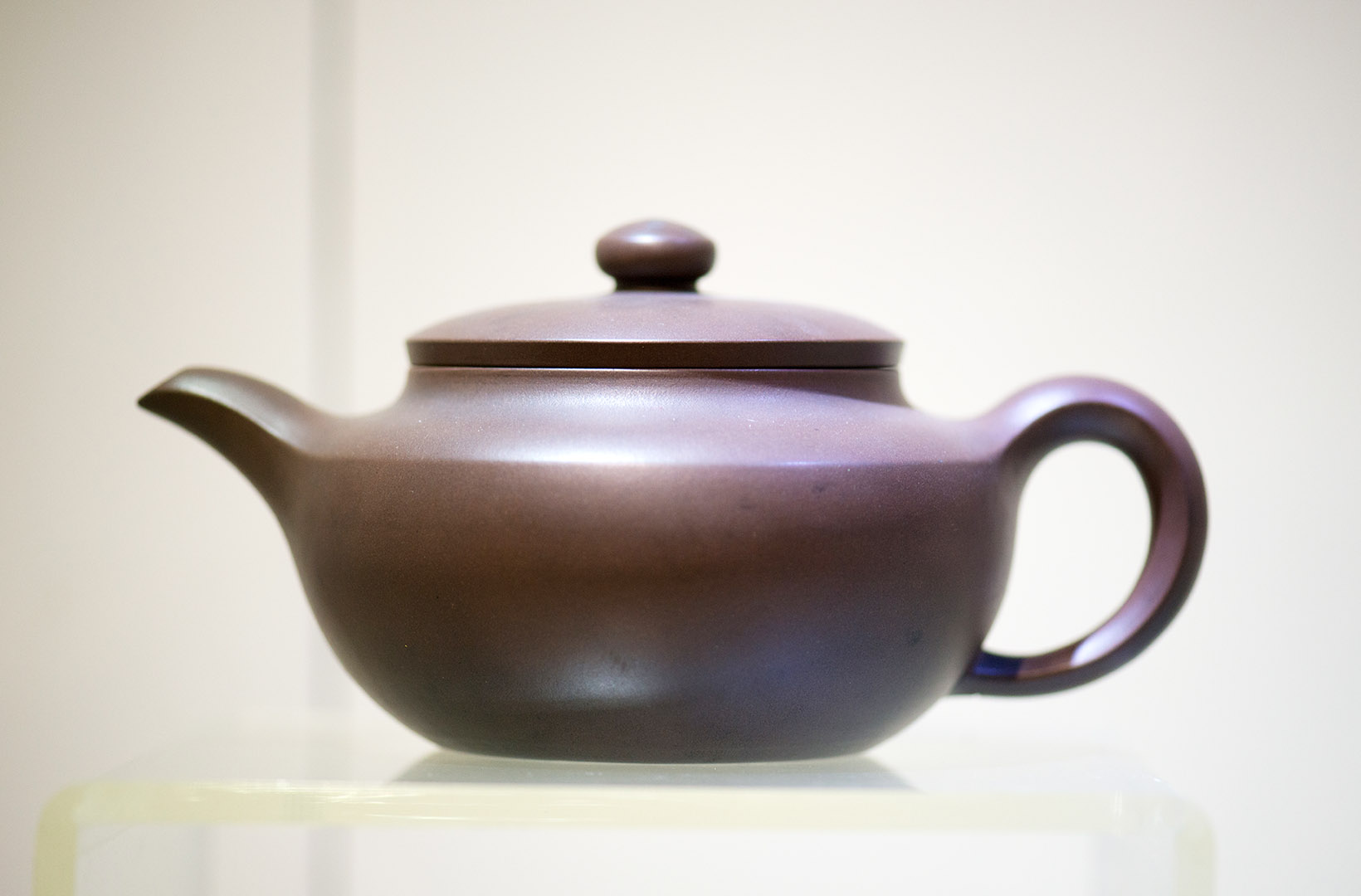
清代蒋德林汉扁壶
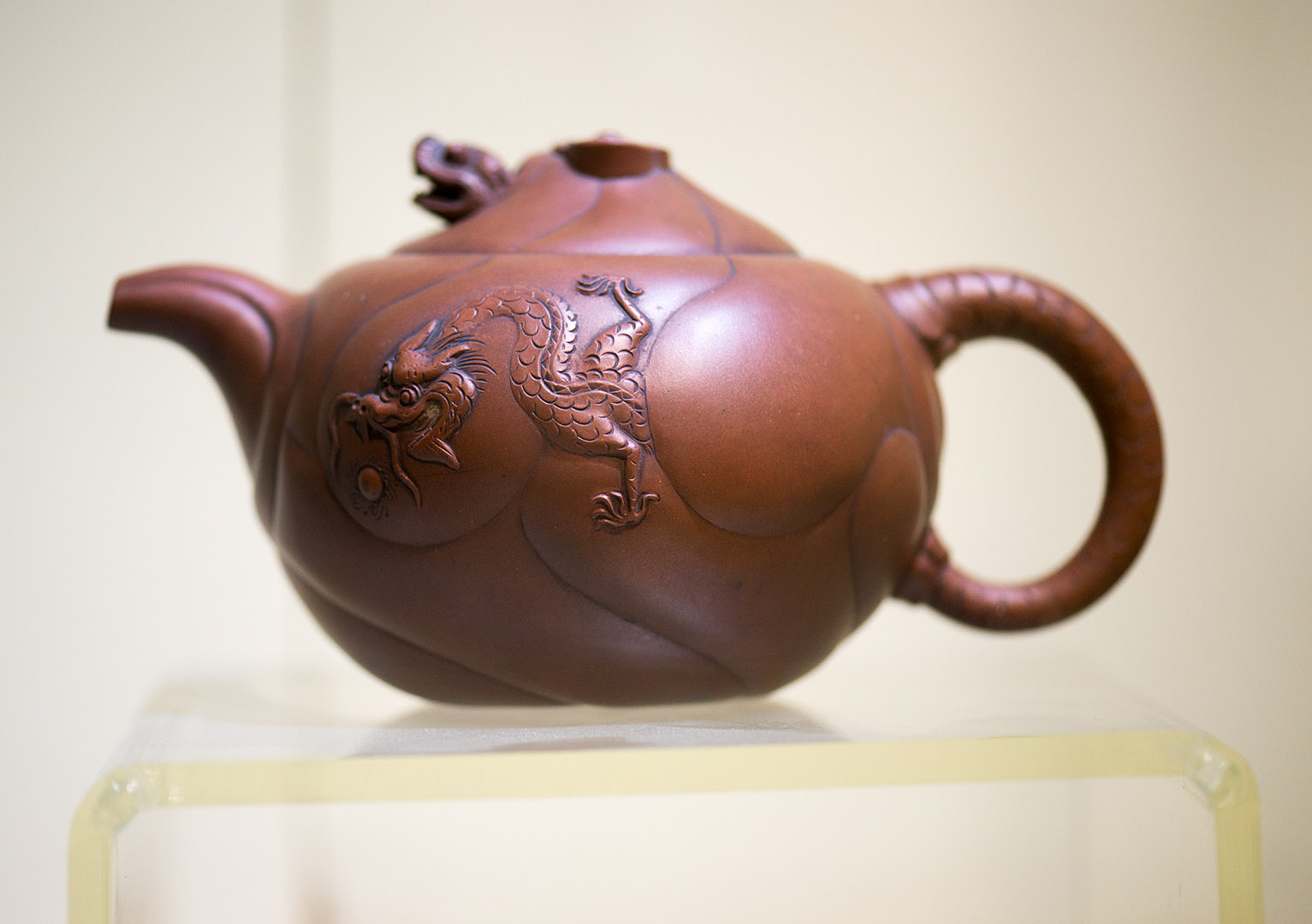
清代黄玉麟鱼化龙壶
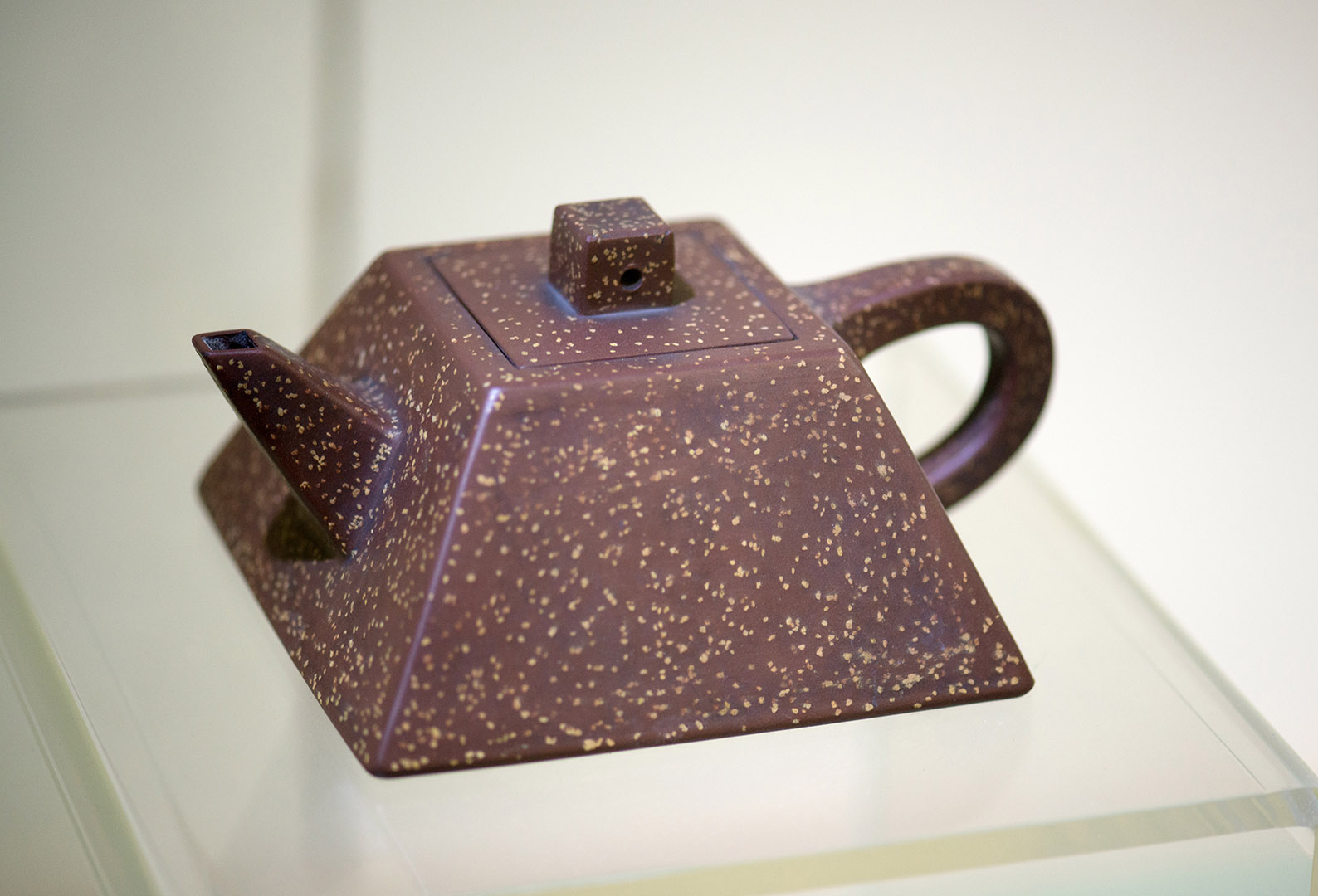
清代黄玉麟四方铺砂壶
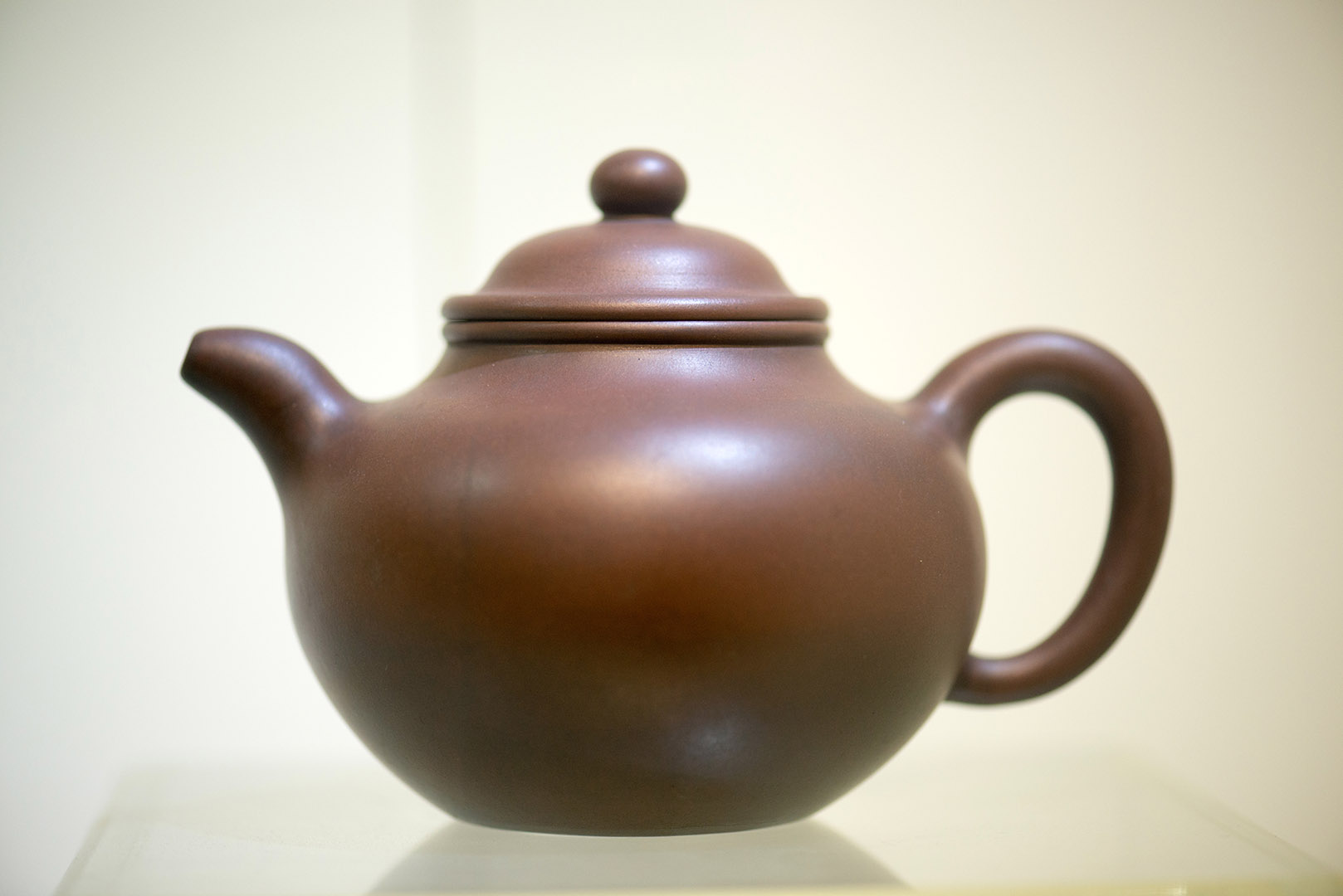
清代邵大亨掇只壶
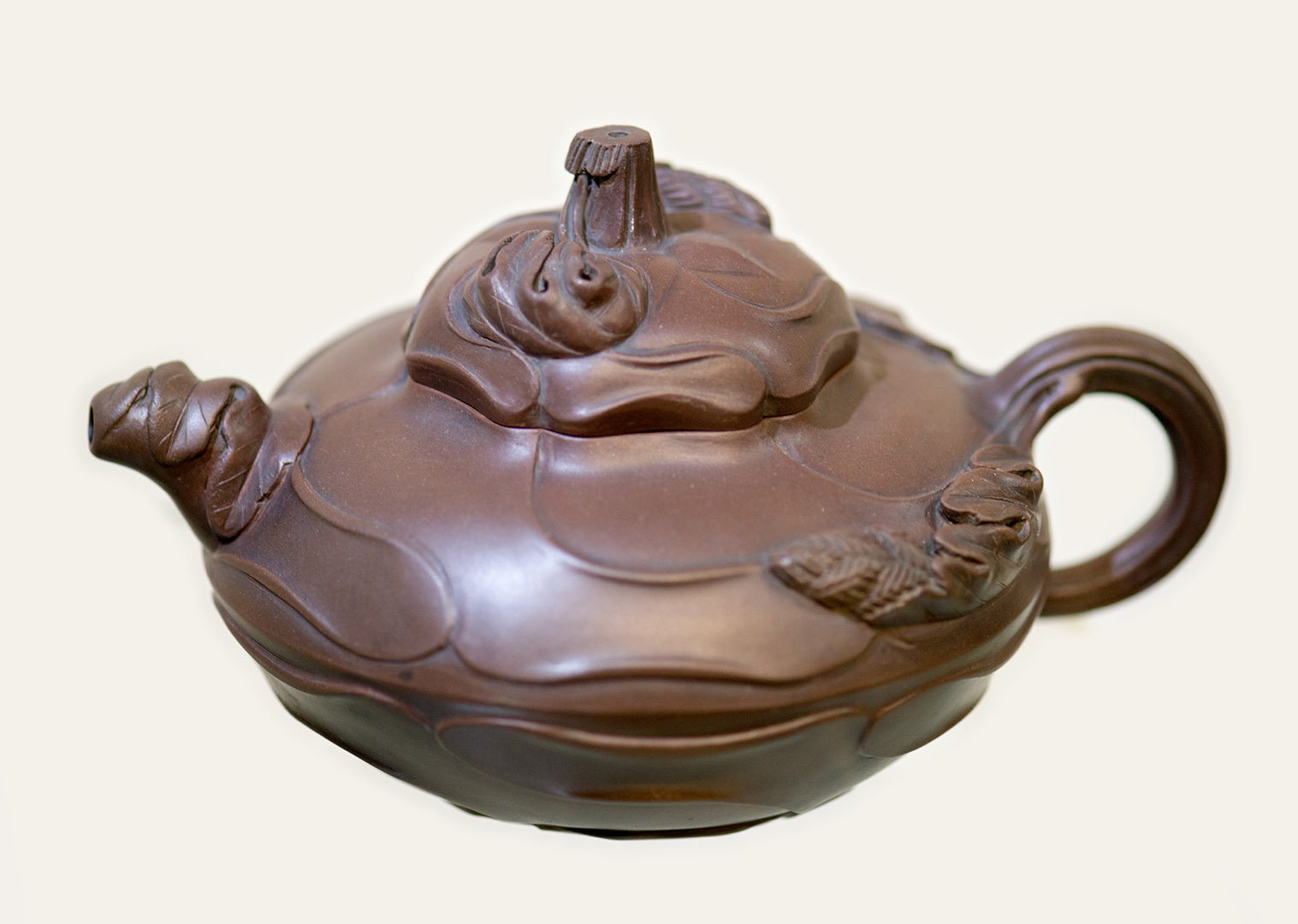
清代杨凤年风卷葵壶
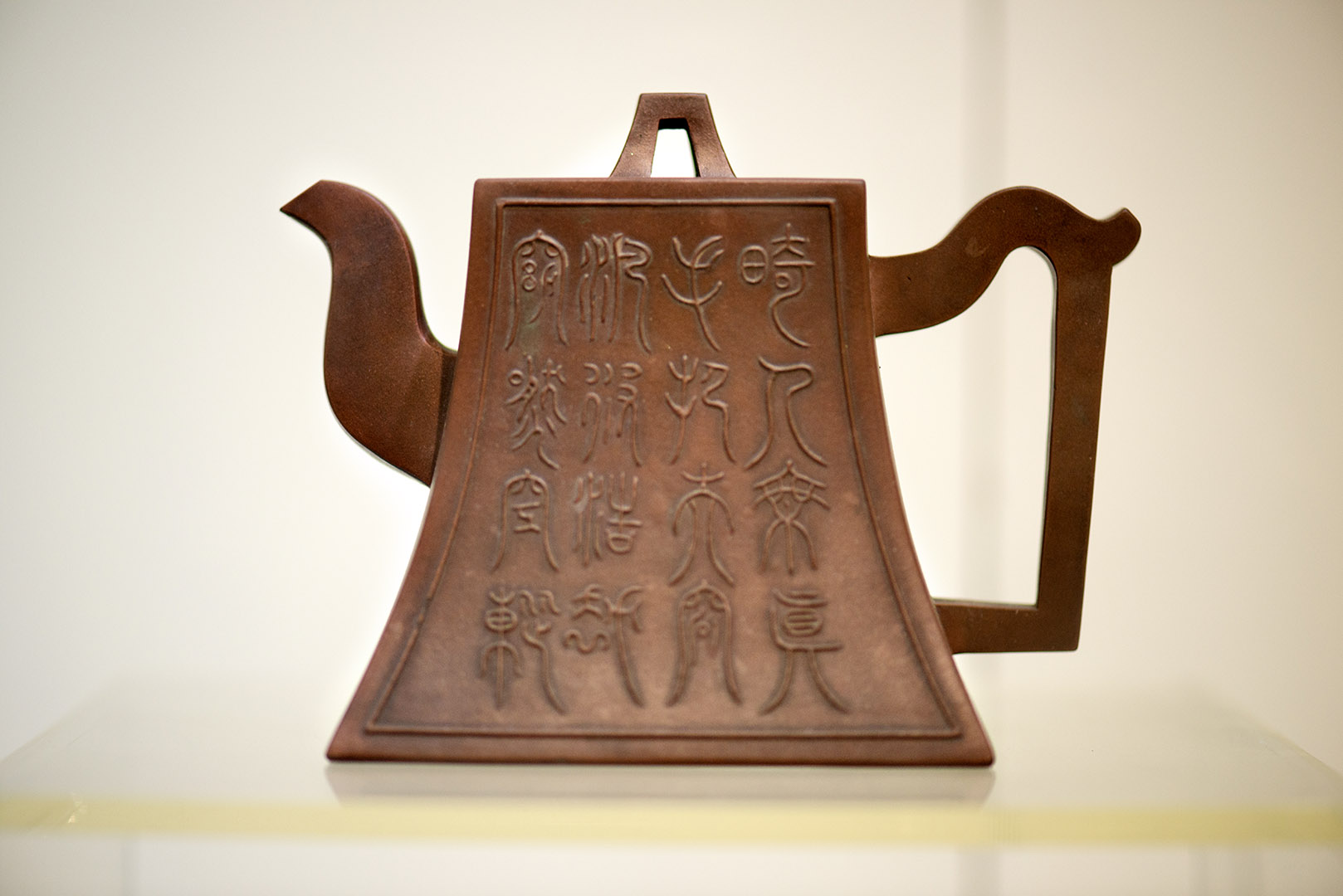
清代安吉印纹方钟壶
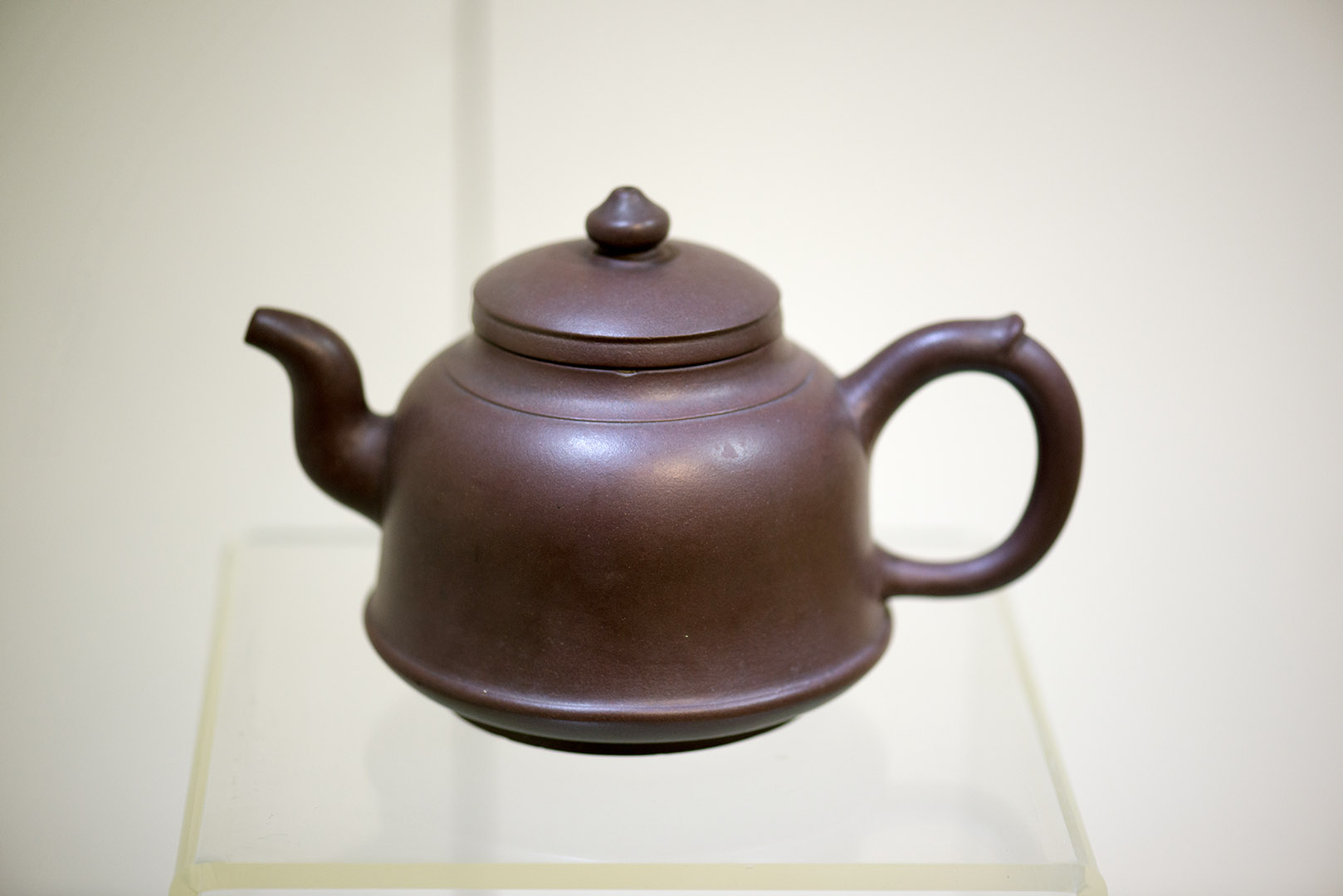
清代陈绶馥汉钟壶
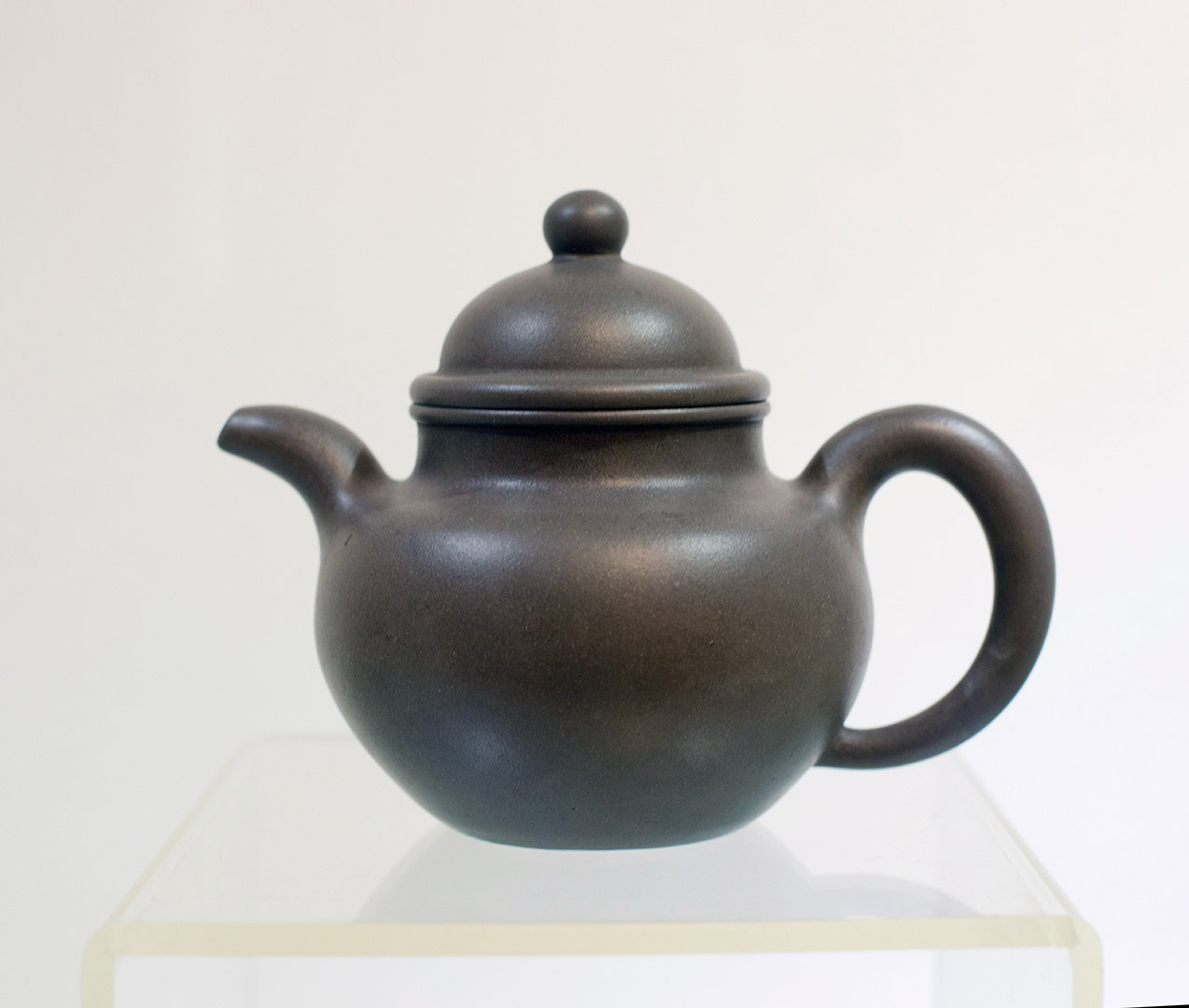
民国程寿珍掇球壶